# FOX (cryptographie)
Pour les articles homonymes, voir FOX.
Meilleure cryptanalyse
Cryptanalyse interne et externe par David Wagner et Jacques Stern. Aucune attaque connue en juillet 2005.
FOX est une famille d'algorithmes de chiffrement symétrique (i.e. « à clef secrète ») par blocs conçu par Pascal Junod et Serge Vaudenay, il a été publié en 2003 mais sa conception a commencé en 2001. 
FOX64 utilise une taille de bloc de 64 bits et une clé de 128 bits. FOX128 utilise un bloc de 128 bits et une clé de 256 bits. En mai 2005, FOX a été présenté par la société Mediacrypt – qui possède le brevet sur IDEA – sous le nom IDEA NXT. FOX reprend certains principes présents dans IDEA dont le schéma de Lai-Massey, une structure qui a résisté à une cryptanalyse intensive. 
FOX est un algorithme breveté par Mediacrypt et désormais présenté sous le nom de IDEA NXT.